# Djebel Medjerda

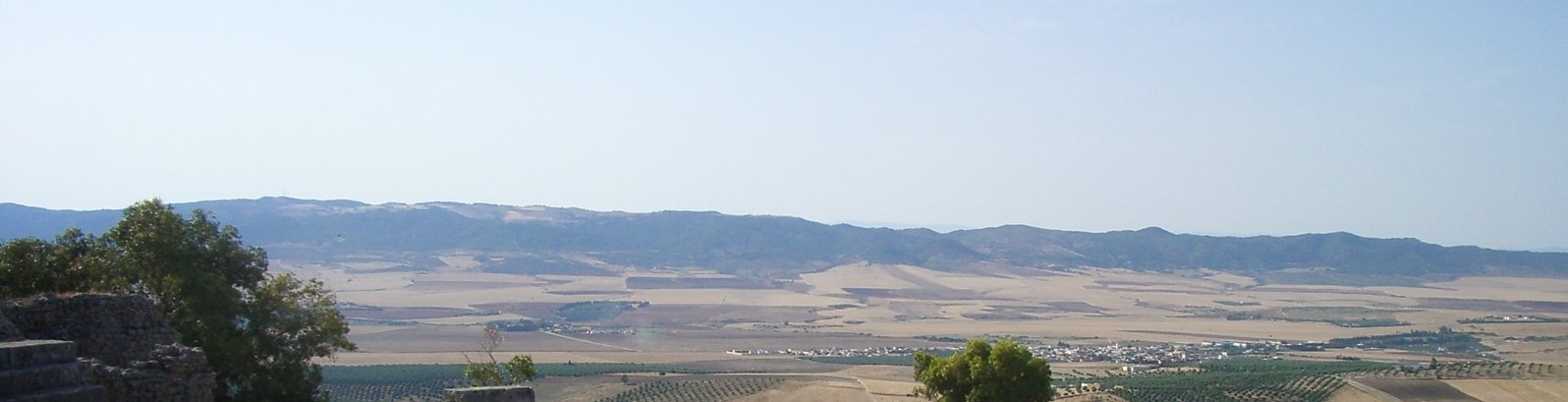
Djebel Goraa a les muntanyes al sud del Medjerda

Djebel Medjerda o muntanyes del Medjerda és el nom que es dona genèricament a les muntanyes a ambdós costats del riu Medjerda i més pròpiament a tres grups muntanyosos principals i altres menors, situats un d'ells al nord, a la regió de Chimtou, i els altres dos al sud, a la regió de Ghardimaou, i a la regió entre Thibar (oest) i Zaltou (est). Sovint també les muntanyes de Béja (Bejaua) són incloses entre les muntanyes del Medjerda.